# 働き盛り
働き盛り（はたらきざかり）とは、心身ともに健康であるならば、充分な職務経歴を積み、責任ある仕事をしていると考えられる年齢を指す。

## 概要
どの時期を指すかは、時代や社会によって異なるが、現代では35歳から59歳にかけてを指すことが多い。
社会が期待するような働きができている者にとっては、人生で最も充実した時期かもしれないが、働かない者への怠け者批判、障害や病気などで働けない者への無能力批判は人生で最も強烈になる。また、典型的なライフステージでは子育ての時期とも重なり、家庭運営の責任と負担ものしかかる。分別盛り（ふんべつざかり）ともいう。

## 働き盛りをテーマにした作品
- 「課長島耕作」